# 贾加卢尔
贾加卢尔（Jagalur），是印度卡纳塔克邦Davanagere县的一个城镇。总人口14741（2001年）。

## 人口
该地2001年总人口14741人，其中男性7701人，女性7040人；0—6岁人口1772人，其中男878人，女894人；识字率69.51%，其中男性为74.20%，女性为64.38%。